# 4917 Yurilvovia
4917 Yurilvovia је астероид главног астероидног појаса са средњом удаљеношћу од Сунца која износи 2,742 астрономских јединица (АЈ).
Апсолутна магнитуда астероида је 12,9.